# Грабовгефе
Грабовгефе (нім. Grabowhöfe) — громада в Німеччині, розташована в землі Мекленбург-Передня Померанія. Входить до складу району Мекленбургіше-Зенплатте. Складова частина об'єднання громад Зенландшафт-Варен.
Площа — 43,06 км2. Населення становить 1349 ос. (станом на 31 грудня 2020).